# Kazuo Uchida
Kazuo Uchida (内田 一夫 Uchida Kazuo?), född 18 april 1962, är en japansk tidigare fotbollsspelare.
Kazuo Uchida var tränare för Guams herrlandslag i fotboll 2011.